# Time of the Season
"Time of the Season" é uma canção escrita por Rod Argent e gravada por sua banda, os Zombies, em agosto de 1967 nos estúdios de Abbey Road. Lançada como terceiro compacto simples de Odessey and Oracle, o terceiro álbum da banda, em novembro de 1968, a canção acabou por obter sucesso inesperado nos Estados Unidos e no Canadá.

## Informação
"Care of Cell 44" e "Butcher's Tale (Western Front 1914)", outras duas faixas de Odessey and Oracle foram lançadas no formato compacto simples, sem obter sucesso algum. O album só continuou sendo promovido por insistência de Al Kooper, representante de A&R da Columbia Records. Foi Kooper que arranjou o lançamento de "Butcher's Tale", uma das faixas de sonoridade menos comercial do álbum, na esperança de que esta pudesse fazer sucesso graças a sua mensagem anti-guerra, visto que o movimento pacifista esta em seu auge naquele momento. "Time of the Season" só foi lançada no formato compacto simples por impulso de Kooper e atingiu seu pico de sucesso no início de 1969, mais de um ano após a separação da banda. A canção atingiu a primeira posição na parada canadense e a terceira na Billboard Hot 100. Assim como os dez compactos anteriores dos Zombies, "Time of the Season" não obteve êxito algum no Reino Unido, terra natal da banda.

### Características
A canção é marcada pela voz rara do vocalista Colin Blunstone, pelo riff de baixo memorável de Chris White (semelhante ao de "Stand By Me", sucesso de Ben E. King) e pela improvisação rápida e psicodélica de Argent no teclado. A letra é uma representação arquetípica do chamado Verão do Amor. A canção é famosa por seus versos contendo perguntas e respostas:"What's your name? [What's your name?] / Who's your daddy? [Who's your daddy?] / [He rich?] Is he rich like me?" ("Qual é o seu nome? [Qual é o seu nome?] / Quem é o seu pai? [Quem é o seu pai?] / [Ele é rico?] Ele é rico como eu?").

## Uso na cultura popular
A canção "Time of Season" é frequentemente utilizada em veículos da cultura popular para representar os anos 1960 ou o espírito dessa época. Nesse sentido, é apresentada nos filmes 1969, Awakenings e Riding the Bullet, todos ambientados no ano de 1969, quando a canção obteve o auge de seu êxito. No filme The Conjuring (2013), aparece para ambientar o ano em que se passa a história, 1971. Também integra a trilha-sonora de "D'oh-in In the Wind", o sexto episódio da décima temporada de The Simpsons, no qual Homer decide seguir os passos da mãe e vira um hippie. No sexto episódio da segunda temporada de South Park ("The Mexican Staring Frog of Southern Sri Lanka"), a canção é usada durante uma cena de flashback retratando a Guerra do Vietnã, quando Jimbo e Ned se conheceram.
Também é comum para a canção ser utilizada em cenas românticas, como a mencionada acima no filme 1969. No sexto episódio da terceira temporada de Friends ("The One With the Flashback"), a canção é utilizada numa sequência em que Rachel fantasia, em seu sonho, com Chandler. Na cena final do nono episódio da quinta temporada de Will & Grace ("Marry Me A Little"), é utilizada para simbolizar a felicidade de Grace após se casar com Leo. Também está presente na cena de abertura do filme biográfico Bruna Surfistinha, em que a personagem de Deborah Secco ensaia uma dança provocante no papel da personagem.
"Time of the Season" é incluída anacronicamente numa cena da minissérie da NBC The '60s. A sequência deveria representar o ano de 1965, ou seja, dois anos antes da canção ser composta. Da mesma forma, é incluída no terceiro episódio da terceira temporada da série American Dreams ("So Long, Farewell"), que deveria representar o ano de 1966. As outras duas canções de maior sucesso dos Zombies nos Estados Unidos, "Tell Her No" e "She's Not There", também foram incluídas na série, entretanto, de forma menos anacrônica.

## Recepção
Em 2012, a revista NME escolheu essa faixa como a 35.ª melhor da década de 1960. Em 2021, foi ranqueada na posição 349 na lista das 500 melhores canções de todos os tempos da revista Rolling Stone.